# Haldan Keffer Hartline
Haldan Keffer Hartline (Bloomsburg, Pennsylvania, 1903. december 22. – Fallston, Maryland, 1983. március 17.) amerikai fiziológus, neurobiológus. 1967-ben Ragnar Granittal és George Walddal közösen elnyerte az orvostudományi Nobel-díjat a látás élettanát és kémiáját érintő felfedezéseiért.

## Tanulmányai
Haldan Keffer Hartline a pennsylvaniai kisvárosban, Bloomsburgban született 1903. december 22-én. Apja, Daniel Hartline természettudományt; anyja, Harriet Hartline (lánynevén Keffer) angolt tanított a helybeli iskolában (ma Bloomsberg Állami Főiskola). Apja formálisan biológiaprofesszor volt, de érdekelte a geológia és csillagászat is és ő volt az aki megkedveltette Kefferrel a természettudományokat. A helyi iskola elvégzése után az eastoni Lafayette College diákja volt és 1923-ban itt szerezte BSc oklevelét. Főiskolai biológiatanára bátorította a kutatómunkára, és már ekkor megjelent egy közleménye az ászkarákok látásáról. Nyaranta a Woods Hole-i Tengerbiológiai Laboratóriumban töltötte az idejét.
1923 őszétől a Johns Hopkins Egyetemen tanult orvostudományt, ahol folytatta korábbi kísérleteit a látás élettanáról. Élettantanára, C. D. Snyder galvanométerével békák, macskák és nyulak retinájának elektromos aktivitását mérte. Megtanulta élő, nem preparált állatok elektroretinogramját felvenni és emberekkel is végzett hasonló kísérleteket.
1927-ben megkapta orvosdoktori diplomáját, ami után az egyetemen még két évig matematikát és fizikát tanult, nem tudta eldönteni, hogy melyik irányban folytatódjon pályája. 1929-ben ösztöndíjjal Lipcsébe utazott, ahol egy szemeszterig Werner Heisenbergtől tanult fizikát, majd további két félévet a Lajos–Miksa Egyetemen töltött és ezalatt rájött, hogy a fizikusi karrierhez nincsenek meg a kellő alapjai.

## Munkássága
1931 tavaszán Hartline visszatért az Egyesült Államokba és a philadelphiai Pennsylvaniai Egyetemen kezdett dolgozni. Kutatómunkája a nagy méretű és jól vizsgálható tőrfarkú rák szemidege egyes szálainak elektromos aktivitására irányult. Kísérletezett a különböző fényviszonyokkal és a rák hozzá való adaptációjával. A 30-as évek közepén a munkát kiterjesztette a gerincesek, a békák látóidegére. A 40-es évek elején az emberi szem éjszakai körülményekhez való alkalmazkodását vizsgálta. 1940-41-ben a New York-i Cornell Egyetem docense volt, de aztán visszatért Philadelphiába, ahol egészen 1949-ig maradt.
1949-ben Hartline elfogadta a Johns Hopkins Egyetem biofizika-professzori állásajánlatát. Folytatta a rákszem fényérzékenységi vizsgálatait és kimutatta, hogy ha egy érzékelősejtet fény ér és ingerület keletkezik rajta, a környékén levő sejtek gátlódnak, így kontrasztosabb kép keletkezik az agyban. 1953-ban régi munkatársa, Devlet W. Bonks a Rockefeller Intézet igazgatója lett, és azonnal meghívta Hartline-t az intézetébe. Itt folytatta munkáját, egészen 1983-as haláláig. 

## Díjai
A látás fiziológiájának vizsgálatában elért eredményeiért Keffer Hartline-t 1967-ben (az amerikai George Walddal és a svéd-finn Ragnar Granittal közösen) orvostudományi Nobel-díjjal jutalmazták. Ezenkívül megkapta a William H. Howell-díjat (1927), a Howard Crosby Warren-érmet (1948) és az Albert A. Michelson-díjat (1964). Díszdoktorává avatta a Lafayette College, a Johns Hopkins Egyetem, a Pennsylvaniai Egyetem és a freiburgi Albert-Ludwigs Egyetem.

## Családja
Haldan Keffer Hartline 1936-ban feleségül vette Elizabeth Kraust, a neves vegyész, C. A. Kraus lányát. Három fiuk született, Daniel Keffer, Peter Haldan és Frederick Flanders Hartline. Mindhárman tudományos pályát választottak, neurobiológusok, biofizikusok, illetve fizikusok lettek. A Nobel-díj átadásának idejére az egész életében a látást tanulmányozó Hartline szeme annyira megromlott, hogy már csak nehezen tudta folytatni kísérleteit és alig volt képes írni vagy olvasni.
Haldan Keffer Hartline 1983. március 22-én halt meg szívroham következtében a fallstoni Marylandi Általános Kórházban. 